# Wawrzyniec Dominiak
Wawrzyniec Dominiak (ur. 11 stycznia 1932 w Cieszewie, zm. 6 lipca 2020 w Warszawie) – polski polityk, inżynier, poseł Sejm X kadencji (1989–1991).

## Życiorys
Ukończył w 1965 studia na Politechnice Warszawskiej, specjalizując się w zakresie budownictwa lądowego. Pracował jako inżynier przygotowania produkcji. był głównym specjalistą w Przedsiębiorstwie Unicraft-West w Radomiu.
W 1950 wstąpił do Polskiej Zjednoczonej Partii Robotniczej. Był jej etatowym działaczem, pełnił funkcję sekretarza komitetu dzielnicowego Warszawa-Wola. W latach 1989–1991 sprawował mandat posła na Sejm kontraktowy wybranego w okręgu Warszawa-Wola. Zasiadał m.in. w Komisji Młodzieży, Kultury Fizycznej i Sportu oraz w Komisji Samorządu Terytorialnego, Gospodarki Przestrzennej i Komunalnej. Na koniec kadencji należał do Parlamentarnego Klubu Lewicy Demokratycznej, po zakończeniu kadencji nie ubiegał się o reelekcję.
Został członkiem Sojuszu Lewicy Demokratycznej, a także działaczem Stowarzyszenia Przyjaciół Warszawy oraz stołecznego Stowarzyszenia „Sport Dzieci i Młodzieży”.

## Odznaczenia
- Krzyż Komandorski Orderu Odrodzenia Polski (1987)
- Krzyż Kawalerski Orderu Odrodzenia Polski (1979)
- Złoty Krzyż Zasługi (1975)
- Srebrny Krzyż Zasługi (1968)
- Brązowy Krzyż Zasługi (1955)[3]